# Jean-Thomas Rocquancourt
Jean-Thomas Rocquancourt fue un militar, escritor, comandante de la Orden Imperial de la Legión de Honor, Caballero de San Luis y miembro asociado de la Academia de Caen, nacido en St.-Vaart, departamento de Calvados el 24 de abril de 1792 y fallecido en París en 1860.
La más antigua batalla donde se muestra el arte de la táctica, según Jean-Thomas Rocquancourt, es en la batalla de Mantinea; Epaminondas es el primero en emplear lo que después fue conocido como el orden oblicuo.

## Biografía
Rocquancourt entró en la Escuela Politécnica en 1810 y en 1812 pasó a la Escuela de Metz, donde salió con el grado militar de teniente del Cuerpo de Ingenieros.
Posteriormente, sirviendo en la milicia, su buena defensa de Maastricht en 1813, le valió para ascender al grado militar de capitán, otorgado por el conde Merle, gobernador de la plaza, confirmado por la Primera Restauración, y durante los Cien Días parte a Bélgica y fue Comandante de Philippeville, donde sostuvo un sitio memorable contra los prusianos y los ingleses.
En 1818, pasó al Cuerpo del Estado Mayor de Francia del comandante general de Finistere, barón de Strolz y en 1821 entra en la Escuela Militar Especial de Saint-Cyr, donde pasó los mejores años de su vida y dejó huella perdurable de su estancia, como sudirector de estudios y en 1839 como director.
En 1837, Rocquancourt, era jefe de batallón, en 1844 fue nombrado teniente coronel y en 1846 coronel del Estado Mayor y recibió del mariscal Soult en 1846 la comandancia de la Escuela Militar Egyptienne, hasta 1848.
Como tratadista de la cosa militar escribió un curso elemental de arte militar y de historia militar, en 4 volúmenes, manual para estudiantes y profesores, y en 1840 publica un curso completo de arte y de historia militar, obra dogmática, literaria y filosófica, en 4 volúmenes, en 8.º., una obra sobre la defensa de París, en la que se opone a todo proyecto de fortificar París, ya que según su opinión, "no es París quien debe defender París, es en Champagne" y también dejó escrita una obra sobre el pauperismo.

## Obras
- Essai sur le paupérisme, París, 1860.
- Curso completo de arte y de historia militar:..., Establecimiento Tipográfico Militar, 1849.
- Cours complet d'art et d'histoire militaire..., París, 1837-41, 4 vols, in 8.º.
- Cours elementaire d'art et d'histoire militaires.., París: Anselin, 1831-32; otra edición 1840-41, 5 vols.
- Nouvel assaut à l'enceinte projetée de Paris......, París, 1841.
- Considerations sur la défense de Paris, París, 1840.